# Queen (албум)
„Queen“ е едноименният дебютен албум на английската рок група Queen, издаден през 1973 г. Записан е в Trident Studios и De Lane Lea Studios, Англия, с участие на Рой Томас Бейкър, Джон Антъни и Куийн.

## Песни

### Страна А
- Keep Yourself Alive – 3:46
- Doing All Right – 4:09
- Great King Rat – 5:41
- My Fairy King – 4:08

### Страна Б
- Liar – 6:26
- The Night Comes Down – 4:23
- Modern Times Rock 'n' Roll – 1:48
- Son and Daughter – 3:21
- Jesus – 3:44
- Seven Seas of Rhye – 1:15

Когато е издаден за първи път подредбата на песните е променена. Страна А включва песни 1, 2, 5, 9 и 10, а страна Б включва песни 3, 4, 6, 7 и 8.

### Бонус песни от преиздадения през1991година албум.
- „Mad the Swine“ (неиздавана) – 3:21
- „Keep Yourself Alive“ – 4:04
- „Liar“ (1991 г., ремикс на Джон Люнго и Гари Хелман) – 6:26